# Michel-Henry Froger de l'Éguille
Pour les articles homonymes, voir Froger.
Pour les autres membres de la famille, voir famille Froger de la Rigaudière et de l'Éguille.
Michel-Henry Froger de l'Éguille, né le 29 janvier 1747, mort le 4 août 1795, seigneur de l'Éguille et d'Ardillières, est un officier de marine français. Il participe notamment à la guerre d'indépendance des États-Unis, puis devient chevalier de Saint-Louis et capitaine de vaisseau. Émigré pendant la Révolution française, il participe au débarquement de Quiberon ; fait prisonnier, il est fusillé.

## Biographie
Michel-Henry (ou Michel-Henri) Froger de l'Éguille naît à Rochefort en 1747. Son père, Michel Joseph Froger de l'Éguille, est lieutenant général des armées navales et membre de l'Académie de marine. Sa mère, Marie-Thérèse Gaudion, est la fille du seigneur d'Ardillières.
En 1762, Michel-Henry Froger de l'Éguille est garde-marine. Il effectue ensuite de nombreuses campagnes. Il prend part à la guerre d'indépendance des États-Unis et est promu en 1776 lieutenant de vaisseau. De retour en France, il est décoré de la croix de chevalier de Saint-Louis en novembre 1785. Il est promu capitaine de vaisseau en 1787.
Il est convoqué à l'assemblée provinciale pour les États généraux de 1789, au double titre de son fief de l'Éguille en Saintonge, et de son fief d'Ardillières dans l'Aunis. Après, pendant la Révolution française, il choisit d'émigrer. Il participe aux opérations du débarquement de Quiberon en juin-juillet 1795. Fait prisonnier, il est fusillé à Vannes en août 1795.
Comme il était émigré, ses biens ont été confisqués. Le château d'Ardillières est vendu comme bien national en l'an II.
Marié en novembre 1776 avec Marie-Pauline de Pont des Granges, fille du maire de La Rochelle Paul Charles de Pont et de Marie Henriette Lucie Sonnet d'Auzon, il en a eu six enfants, parmi lesquels Armand-François Froger de l'Éguille, gouverneur du château de Chambord.

## Distinctions
- Chevalier de Saint-Louis, 1785.